# Tiphia hohehotensis
Tiphia hohehotensis (лат.) — вид ос рода Tiphia из семейства Tiphiidae (Hymenoptera). Китай. Назван по типовому месту обнаружения (Hohehot City, Внутренняя Монголия, 40°28′48″N, 111°24′36″E, 1040 м)

## Описание
Жалящие перепончатокрылые. Длина тела около 8 мм. Основная окраска тела чёрная. Этот вид может быть распознан по следующей комбинации признаков: проподеальная ареола субпрямоугольная и слабо сходящаяся кзади, её поверхность сильно изогнута медиально и постепенно наклонена кзади; тергит T1 с редкими точками, кроме медиальной части с несколькими более плотными и крупными точками; стернит S1 без латеральной бороздки; тергиты T3—T5 с прямыми длинными беловатыми волосками. Усики самок 12-члениковые. Мезоскутум с передней медиальной бороздкой и нотаулусом. Личинки предположительно, как и близкие виды, паразитируют на пластинчатоусых жуках (Scarabaeidae). Вид был впервые описан в 2021 году китайскими энтомологами Qian Han, Bin Chen и Ting-Jing Li (Chongqing Normal University, Чунцин, Китай).